# Изъядиново
Изъядиново — деревня в Горайской волости Островского района Псковской области.
Расположена в 23 км к югу от города Остров и в 11 км к западу от волостного центра, деревни Крюки.
Численность населения деревни по состоянию на 2000 год составляла 4 человека.
До 3 июня 2010 года деревня входила в состав ныне упразднённой Синерецкой волости с центром в д.Гривы.